# ルベーシュ
「ルベーシュ」(ロシア語: "Рубеж"ルビェーシュ)は、ソ連で開発された沿岸自走ミサイルシステム(Береговой мобильный ракетный комплекс)である。地対艦ミサイルを運用する海軍向けの自走砲の一種で、ミサイルはP-15M「ルベーシュ(テルミート)」を使用した。ミサイルのシステム名称は4K51(4К51チトィーリェ・カー・ピヂスャート・アヂーン)で、システム名称「ルベーシュ」は「境界・国境」あるいは「作戦帯」という意味。運用するウクライナ軍では、ウクライナ語で「ルビージュ」("Рубіж"ルビージュ)と呼称する。北大西洋条約機構(NATO)は、SSC-3「スティクス」(SSC-3 "Styx")というNATOコードネームで識別した。これは、英語で「ステュクス」のこと。

## 概要

### 開発
1960年代末まで、ソ連海軍の沿岸ミサイル砲兵隊はP-35ミサイルを使用する作戦戦術沿岸自走ミサイルシステム「レドゥート」("Редут")を運用していた。このシステムの発射機には1 発のミサイルしか搭載できなかったが、長射程の重量級ミサイルを使用することができた。そこで、海軍はより射程の短い戦術沿岸ミサイルシステムを必要としていた。
新しい沿岸ミサイルシステム「ルベーシュ」の設計は、1970年に 機械製作設計局「ラードゥガ」(現株式公開会社「A・Ya・ベレズニャーク記念国営機械製作設計局「ラードゥガ」)で開始された。新しいミサイルシステムには、戦術対艦ミサイルP-15M「テルミート」を使用することとなった。「レドゥート」のような非常に大型の発射機を避けるため、0距離ガイド付きの比較的コンパクトな発射コンテナKT-161が開発された。2 機の発射コンテナが、誘導装置一式とレーダー「ガルプーン」("Гарпун")とともに大型車輌MAZ-543の上に設置された。
「ルベーシュ」は、改良型のミサイル「テルミートR」とともに1978年10月22日付けでソ連海軍に制式採用された。車輌は白ロシア共和国(現ベラルーシ)のミンスク自動車工場製、ミサイルの製造はロシア共和国・沿海地方・アルセーニエフの工場(現株式公開会社「N・I・サズィーキン記念アルセーニエフ航空機会社「プログレス」」)で行われ、システムの組み立てはカザフ共和国のウラーリスク(現カザフスタンのオラル)のヴォロシーロフ記念工場(現株式公開会社「ゼニート・オラル工場」)で行われた。1980年代前半には近代化が実施され、自走発射装置3P51MがMAZ-543Mに搭載されるようになった。

### 構造
システムは、次のような要素で構成されていた。

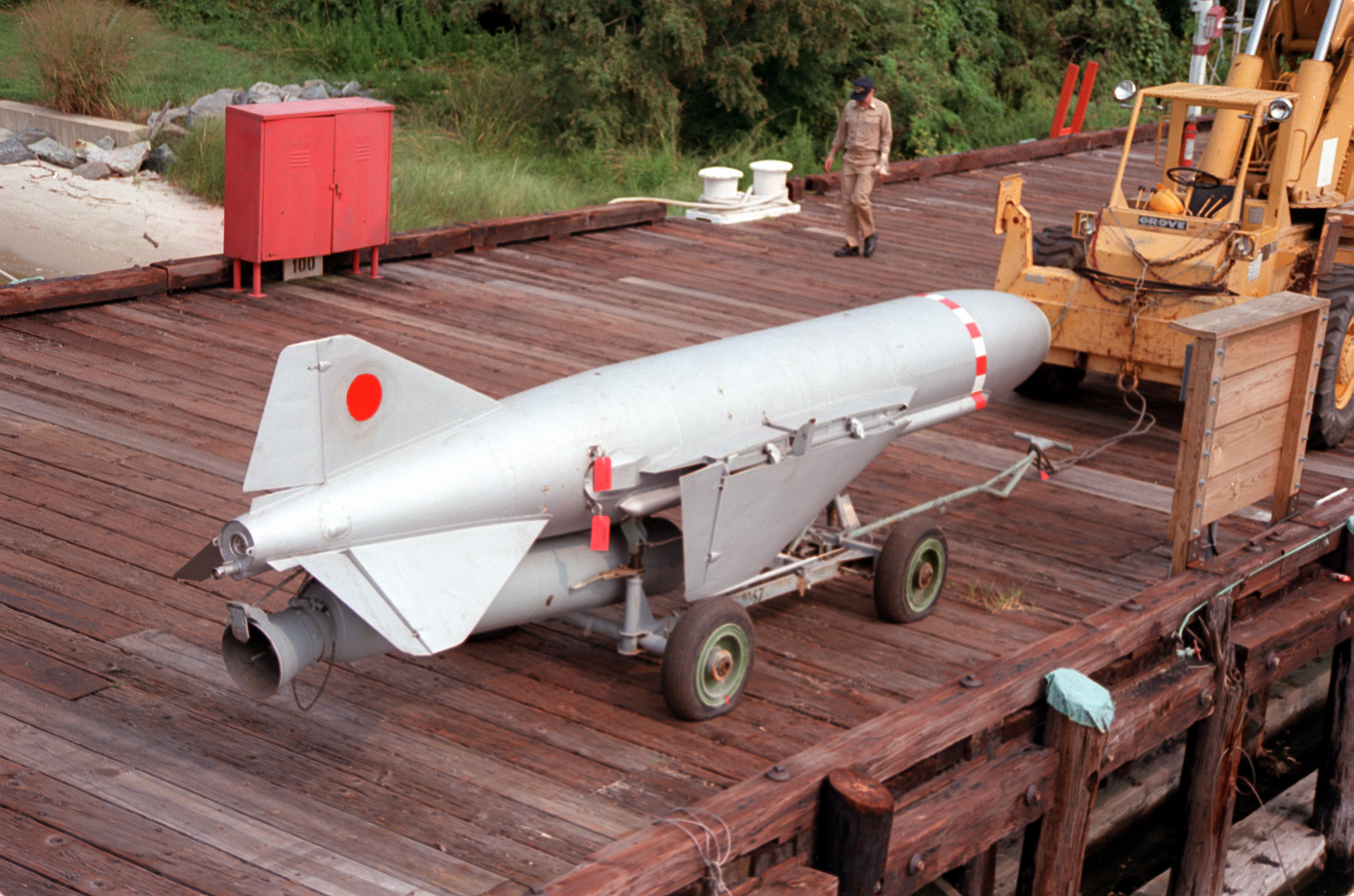
「ルベーシュ」で使用されたのと同じ型のP-15Mミサイル(写真は艦艇搭載用)

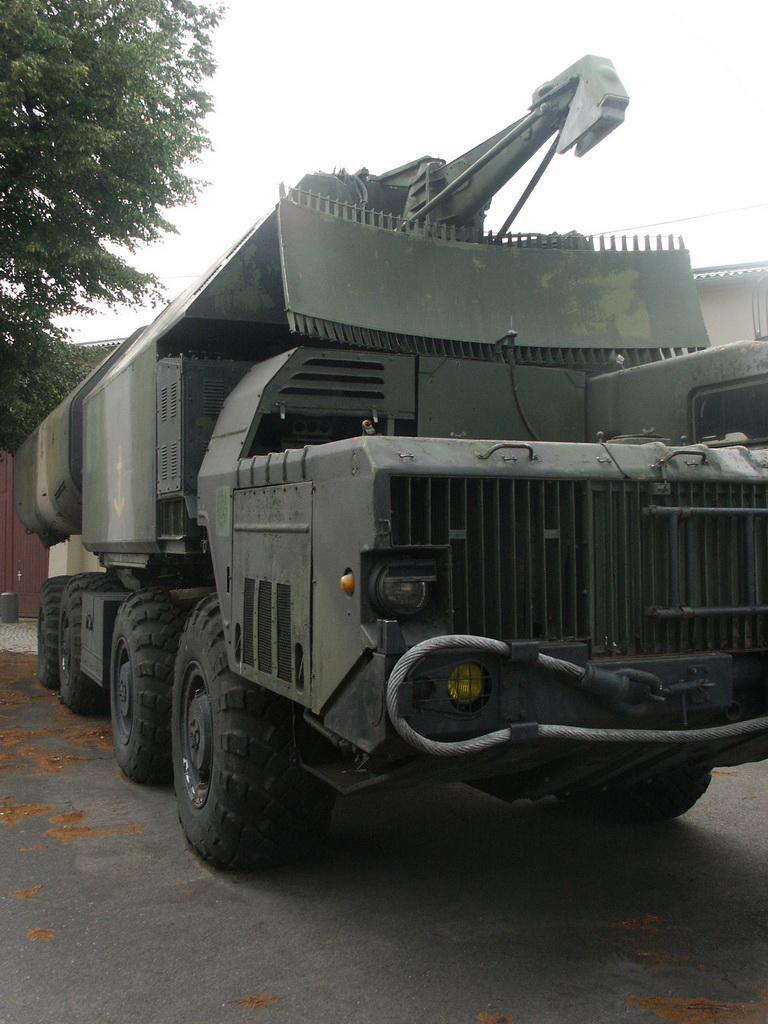
ドイツ民主共和国で運用された「ルベーシュ」
艦船に搭載されたのと同じ「ガルプーン」レーダーを搭載している

- 自走発射装置3P51(Самоходная пусковая установка 3П51)
- ミサイルP-15M(Ракеты П-15М)、P-21(П-21)、P-22(П-22)
- ミサイル輸送車輌Транспортная машина с ракетами)

この他、オプションでS-300Pに使用される汎用塔40V6(Универсальная вышка)に装備する長射程展望レーダーも適用可能であった。
P-15M/21/22「テルミート」ミサイルは、P-15Uの射程を延長した改良型であった。P-15Uは発射後に展開される折り畳み式の翼を持っていたが、P-15Mではやや翼長が延長され、元の1690 mmから2500 mmとなった。また、弾体尾部にはY字型の操舵用小翼を有した。これは固定式で、折り畳まずに発射コンテナに収容することができた。巡航エンジンは2 基の液体燃料ロケットエンジンであった。加えて、発射加速装置(ブースター)が弾体尾部下部に装備されていた。ミサイルは、巡航時には慣性航法装置によって誘導された。目標捜索装置(シーカー)には、アクディヴ・レーダー誘導(АРЛ ГСН)方式の装置と赤外線誘導(ИК ГСН)の装置「スネギーリM」("Снегирь-М")の2つのバリエーションがあった。シーカーは終末誘導時に作動し、これによりミサイルは最後まで自動誘導される仕組みになっていた。ミサイルは発射重量2523 kg、通常513 kgの弾頭を持ち、威力は15 ktであった。飛行高度は25 m、50 m、250 mのいずれかに事前に設定する必要があった。
ミサイル発射装置は、8x8大型オフロードトラックMAZ-543、のち改良型のMAZ-543Mに搭載された。車上には、「ガルプーン」レーダーを備えた管制室が設置された。また、電源としてガスタービン発電機が搭載され、ここから供給される電力によって双発ミサイル発射コンテナKT-161は旋回することができた。通常、コンテナにはレーダー誘導型と赤外線誘導型のミサイルが各1 発ずつ収納されていた。車輌は完全に独立しており、単独で水上標的に対する攻撃任務を遂行できた。装置には射撃管制測距装置や敵味方識別装置、内部および外部閉鎖無線通信装置が含まれた。「ガルプーン」はミサイル艇に搭載されたレーダーの派生型で、目標捜索に使用された。レーダーアンテナは、水圧式昇降機によって作動位置となる7.3 mの高さまで持ち上げられた。移動時には降下し、キャビンの一部に収容された。発射装置は、5 分で移動態勢から戦闘態勢に移行することができた。
KT-161コンテナは、移動時には振動を抑えるために車体の後部に収納された。戦闘時には後ろ方向に110度までの範囲で自由に旋回し、発射方向を定めることができた。発射時には、20度だけ上向きに設定された。ミサイルの発射は、ブースターのための溝を有した発射0距離ガイドによって助けられた。装置のキャビンは、電子装備とレーダー装備、戦闘コンピューターのための空間に当てられていた。ガスタービン発電機はまた、これらの電子装備を稼動させるための電力も供給した。

### 運用マニュアル
準備と装填は技術基地において行い、そののち発射装置が防禦沿岸地帯の作戦帯へ前進することとなっていた。装置は位置につくとレーダーアンテナのマストを伸ばし、コンテナを発射位置に旋回した。策敵レーダーを併用し射撃計算を行い、目標の座標をミサイルへ転送、ミサイルを発射した。
ミサイルはブースターの助けを借りて発射された。発射後には巡航用エンジンが作動し、折り畳まれていた主翼が展開された。その後、ミサイルはブースターの助けを借りて所定の速度と高度に達した。打ち上げの責務を果たすとブースターは切り離され、巡航用エンジンのみとなったミサイルは巡航高度まで高度を落とした。指定の高度や速度、飛翔方向は慣性誘導装置によって維持された。
ミサイルが目標付近に達すると、シーカーが作動した。シーカーは目標を捉え、ミサイルをそこへ向けた。目標への接近を前にし、ミサイルは「急上昇」("горка")機動に入り、上空より目標へ突入、撃破した。弾頭は、目標への突入後に信管によって作動するように設定された。
システム「ルベーシュ」の部隊編成は、発射装置4 基と輸送装填車輌4 輌によって編成されていた。従って、1つの部隊に付き16 発のミサイルを保有することになっていた。

## 運用国

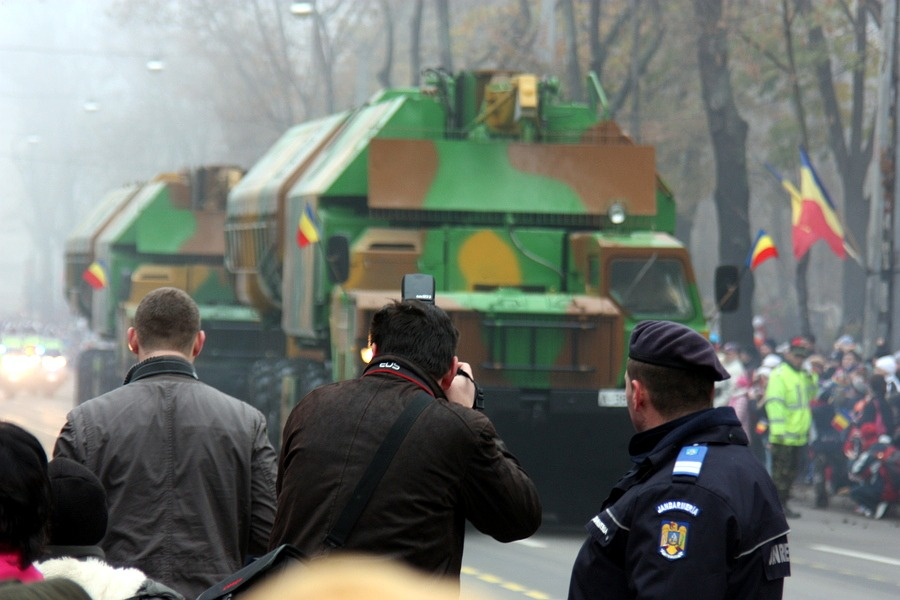
ルーマニア軍の4K51 ルベージュ

ソ連
海軍
 ウクライナ
海軍
 ユーゴスラヴィア
海軍
 ブルガリア
海軍
 ドイツ民主共和国
人民海軍
 キューバ
海軍
 アルジェリア
海軍
 リビア
海軍
 シリア
海軍
 イエメン
海軍
 ルーマニア
海軍

## 登場作品
- 2007年12月6日にウクライナの1+1TVチャンネルのテレビ番組「ジールクィ・ヴァールミイ（Зірки в армії:「軍のスターたち」）」で放送されたルスラナの新曲「ムィー・ブーデモ・ペールシ（Ми будемо перші:「我らがトップになる」）」のビデオクリップにウクライナ海軍の「ルビージュ」が登場し、ミサイルの斉射を披露している。この番組はウクライナ軍記念日に関連したもので、ウクライナで活躍する著名な歌手たちがそれぞれ新曲を軍隊と関係したクリップ付きで公開したものであった。特に、ルスラナのクリップではウクライナ陸軍・海軍の所属兵器が多数登場しており、一般メディアとしては異例ともいえるウクライナ軍の前面装備の一斉公開となっている。なお、このクリップの兵器映像は2007年に行われた軍事演習「アルテーリヤ2007」(Артерія – 2007)の際に収録されたもの。[5]